# Шкурко Сергій Кирилович
Сергі́й Кири́лович Шкурко́ (* 22 березня 1907, Кам'янець-Подільський — † 16 вересня 1980, Кам'янець-Подільський) — краєзнавець Поділля.
Навчався в першій школі Кам'янця-Подільського (1921–1925). Науковий співробітник Кам'янець-Подільського історичного музею (1950 — 1960-і роки).

## Публікації
- Армянские архитектурные памятники в городе Каменец-Подольском // Историко-филологический журнал. — № 2(41). — Ереван, 1968. — С. 233—244.
- Трипільські поселення на території Кам'янця-Подільського // Тези доповідей V Подільської історико-краєзнавчої конференції. — Кам'янець-Подільський, 1980. — С. 114—115.
- К. М. Батюшков: Він жив у нашому місті // Прапор Жовтня. — 1962. — 29 травня. — С. 4.
- Ще раз про портрет Софії Потоцької: Читачі відгукуються // Прапор Жовтня. — 1962. — 2 червня. — С. 4.
- Сім'я Затонських: Сторінки історії // Прапор Жовтня. — 1962. — 21 липня. — С. 4.
- Він жив у нашому місті [Володимир Даль] // Прапор Жовтня. — 1962. — 21 серпня. — С. 4.
- За робітничу справу: Сторінки історії // Прапор Жовтня. — 1962. — 11 жовтня. — С. 3.
- Знайомтесь з рідним містом. 1. Вітряна брама // Прапор Жовтня. — 1969. — 15 листопада. — С. 4.
- Знайомтесь з рідним містом. 2. Старопоштовий спуск // Прапор Жовтня. — 1969. — 29 листопада. — С. 4.
- Знайомтесь з рідним містом. 3. Польські ворота // Прапор Жовтня. — 1969. — 17 грудня. — С. 4.
- Знайомтесь з рідним містом. 4. Кузнечна вулиця // Прапор Жовтня. — 1969. — 24 грудня. — С. 4.
- Знайомтесь з рідним містом. 5. Музейна вулиця // Прапор Жовтня. — 1970. — 9 січня. — С. 4.
- Знайомтесь з рідним містом. 6. Старий бульвар // Прапор Жовтня. — 1970. — 17 січня. — С. 4.
- Знайомтесь з рідним містом. 7. Вулиця Карла Маркса // Прапор Жовтня. — 1970. — 28 січня. — С. 4.
- Знайомтесь з рідним містом. 8. Вулиця Кірова // Прапор Жовтня. — 1970. — 10 лютого. — С. 4.
- Знайомтесь з рідним містом. 9. Центральна площа // Прапор Жовтня. — 1970. — 20 лютого. — С. 4.
- Знайомтесь з рідним містом. Історичні пам'ятки // Прапор Жовтня. — 1970. — 24 лютого. — С. 4.
- Знайомтесь з рідним містом. 10. Вулиця Бебеля // Прапор Жовтня. — 1970. — 7 березня. — С. 4.
- Знайомтесь з рідним містом. 11. Радянська площа // Прапор Жовтня. — 1970. — 16 травня. — С. 4.
- Знайомтесь з рідним містом. 12. Вулиця Свердлова // Прапор Жовтня. — 1970. — 29 травня. — С. 4.
- Знайомтесь з рідним містом. 13. Госпітальна вулиця // Прапор Жовтня. — 1970. — 3 липня. — С. 4.
- Літописні пам'ятки вірмен: Сторінки історії // Прапор Жовтня. — 1970. — 7 липня. — С. 4.
- Знайомтесь з рідним містом. 14. Вулиця Рози Люксембург // Прапор Жовтня. — 1970. — 15 липня. — С. 4.
- Знайомтесь з рідним містом. 15. Укріплення // Прапор Жовтня. — 1970. — 7 серпня. — С. 4.
- Підземне місто: Сторінки минулого // Прапор Жовтня. — 1972. — 19 січня. — С. 4.
- Вулиця Володарського: Запрошуємо до екскурсії // Прапор Жовтня. — 1972. — 23 лютого. — С. 4.
- Руська брама: Запрошуємо до екскурсії // Прапор Жовтня. — 1972. — 24 червня. — С. 4.
- Вулиця Московська: Запрошуємо до екскурсії // Прапор Жовтня. — 1972. — 28 липня. — С. 4.
- Побратались в борні: До 160-річчя Вітчизняної війни 1912 року // Прапор Жовтня. — 1972. — 11 серпня. — С. 4.
- Дарунок робітника [Василя Ніколаєва] // Прапор Жовтня. — 1972. — 19 серпня. — С. 4.
- І. В. Лучицький: Наші славетні // Прапор Жовтня. — 1973. — 3 січня. — С. 3.
- Лікарня вірмен: Орбіта краєзнавця // Прапор Жовтня. — 1979. — 12 травня. — С. 4.
- Долина: Орбіта краєзнавця // Прапор Жовтня. — 1979. — 2 червня. — С. 4.
- Підземні галереї: Орбіта краєзнавця // Прапор Жовтня. — 1979. — 1 вересня. — С. 4.
- Княжа гора: Орбіта краєзнавця // Прапор Жовтня. — 1979. — 19 вересня. — С. 4.
- Міські брами: Орбіта краєзнавця // Прапор Жовтня. — 1979. — 16 листопада. — С. 4.
- Чи був Смотрич судноплавним: Орбіта краєзнавця // Прапор Жовтня. — 1979. — 7 грудня. — С. 4.
- Друга зустріч // Прапор Жовтня. — 1980. — 2 лютого. — С. 4.
- Ти йдеш мостом: Орбіта краєзнавця // Прапор Жовтня. — 1980. — 17 травня. — С. 4.
- Даль на Поділлі // Прапор Жовтня. — 1980. — 28 травня. — С. 4.